# ヤン＝ガン＝イ＝タン

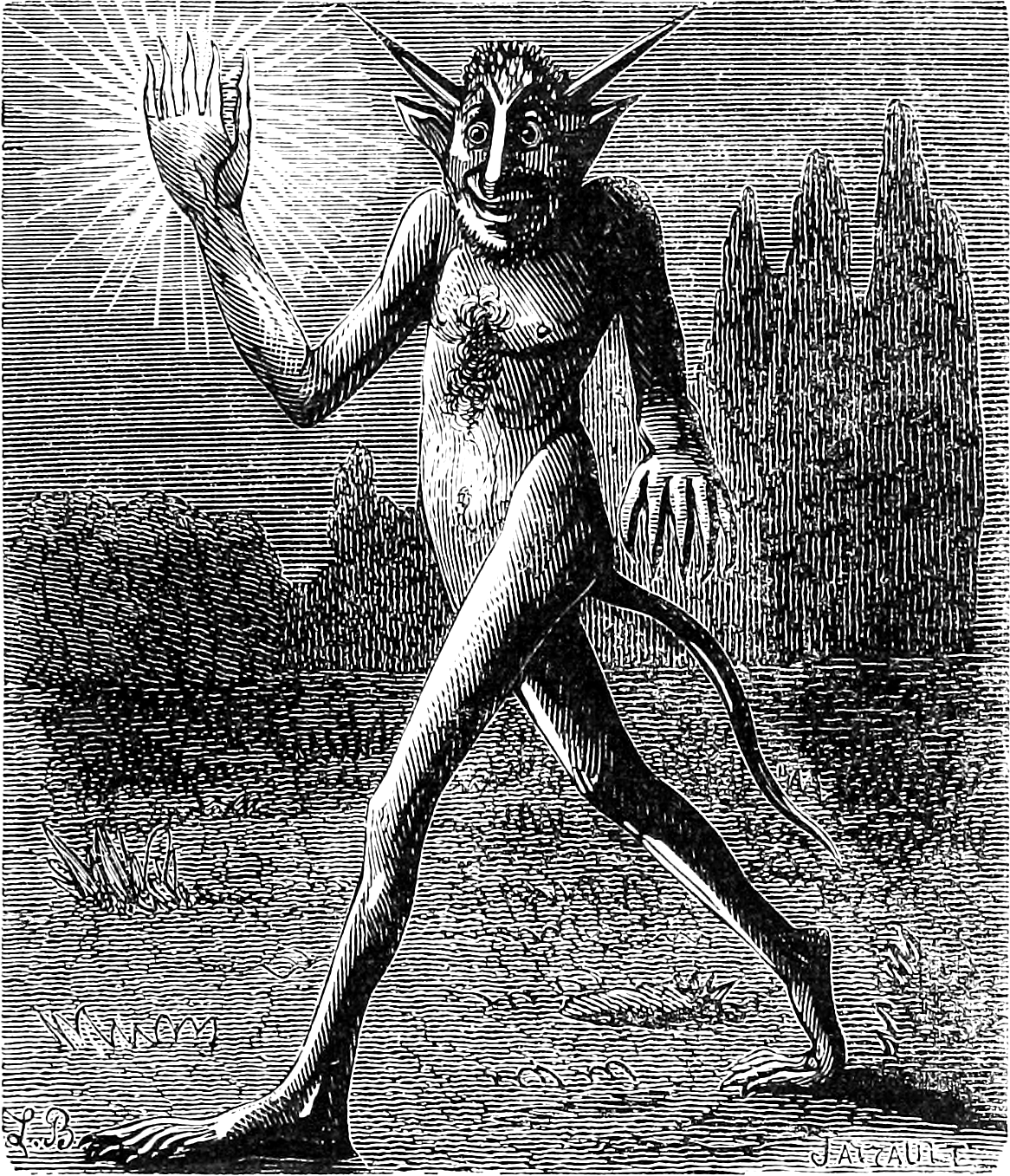
ヤン＝ガン＝イ＝タン（『地獄の辞典』挿絵、1863年）

ヤン＝ガン＝イ＝タン（Yan-gant-y-tan）は、フランスのブルターニュ地方に伝わる悪魔の名前である。

## 語源
コラン・ド・プランシーは『地獄の辞典』において、その名前を「夜のさすらい人」と解釈しているが、ブルトン語から直訳すると「火を携えたJohn」と同根の意味を持つと考えられる（ウィル・オ・ウィスプの亜種と考えることもできる）。彼と遭遇することは、不吉の前兆とされている。

## 民間伝承において
ヤン＝ガン＝イ＝タンは、フィニステール地方の夜に出没する悪魔である。右手の五本の指に五本の蝋燭を掲げ（この手は栄光の手と見做されることがある）、それらを燃え上がる車輪のように回転させる。しかし、その炎を消さないようにするため、素早く方向転換することができない。確実にヤン＝ガン＝イ＝タンのもたらす不吉を防ぐ方法として、旅人の標柱の周りに小さな金貨の袋や金の鎖を置いておくことが挙げられる。金を取っていけば、少なくともその日は再び現れることはないとされる。
しばしば老いて痩せたトロールや毛深い野人として描かれるが、他の似た存在と区別する唯一の特徴は、彼の右手にある五本の蝋燭である。 一方で、不吉な存在としての性質に反して、蝋燭を持たない人に五本の蝋燭を与え、旅人が夜の残りを進む道を照らすという話も伝えられている。

## インターネット・ミームとして
2024年11月ごろ、日本のX（旧Twitter）利用者の間で、上記の挿絵がインターネット・ミームになった。